# Lisseweegs Vaartje
Het Lisseweegs Vaartje is een kanaaltje in Lissewege, deelgemeente van Brugge.
Het vaartje is een oude, van oorsprong natuurlijke waterweg tussen de stad Brugge en de Noordzee. Het Lisseweegs Vaartje loopt dwars door het dorpscentrum. Er liggen drie stenen bruggen over: de Tiendebrug, de Heulebrug en de Roelandsbrug.
Oorspronkelijk lag er tussen Lissewege en de zee de "olievliet"; tussen Ter Doest en Brugge lag een vaartje met de naam "Lissewegeree". In het begin van de 13de eeuw werd een kanaal gegraven om deze met elkaar te verbinden. Dit werd gegraven dwars door de terp waarop het dorp Lissewege lag. Het Lisseweegs Vaartje werd eerst gebruikt voor de aanvoer van Doorniks blauwsteen voor de bouw van de abdij en de kerk, en later als handelsweg naar Brugge.
Lisseweegs Vaartje is ook de naam van de straat die vanuit het centrum van Lissewege voor het grootste stuk langs het gelijknamige kanaal loopt tot het in Zwankendamme aansluit op de Lisseweegse steenweg.

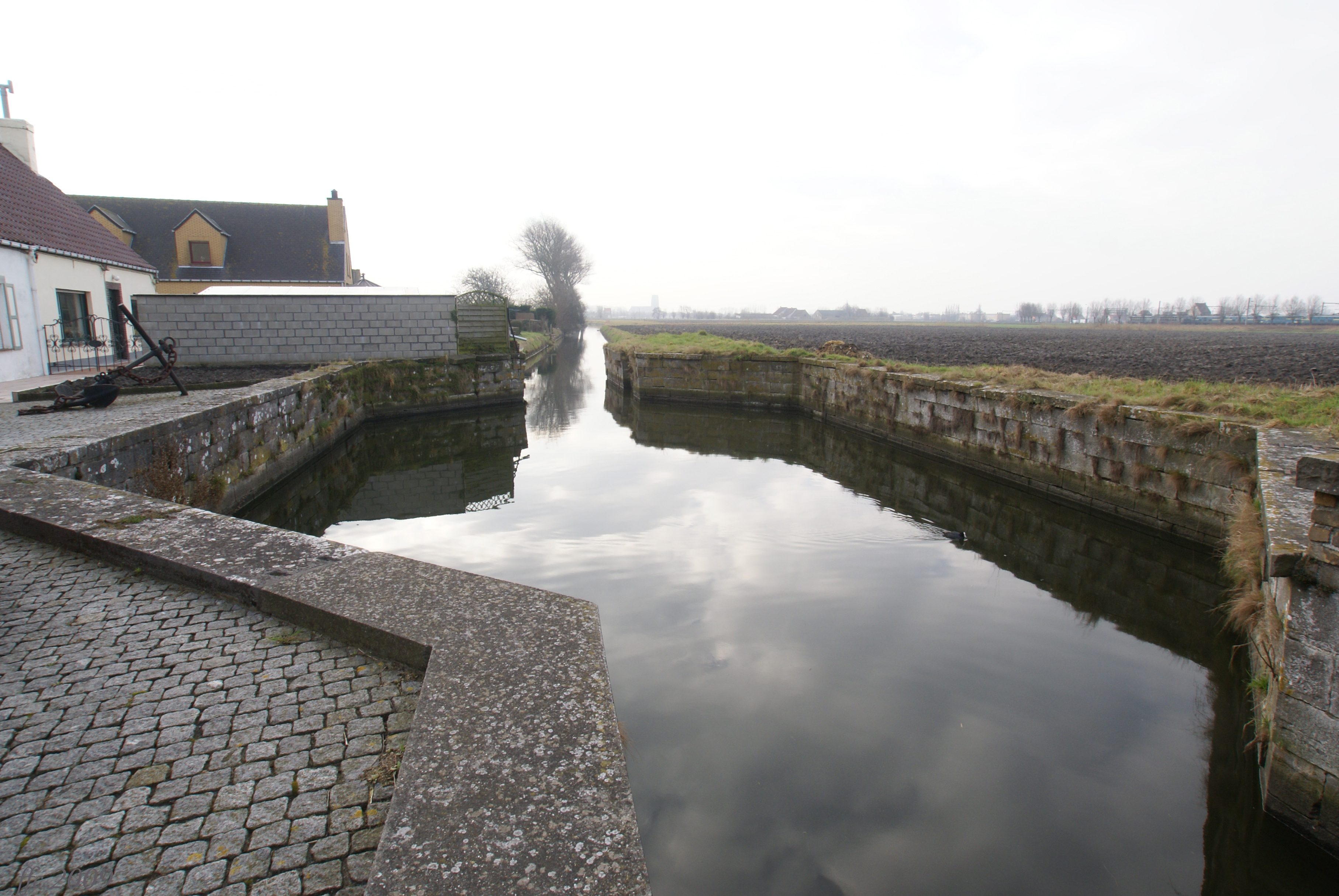
De sluis in Zwankendamme
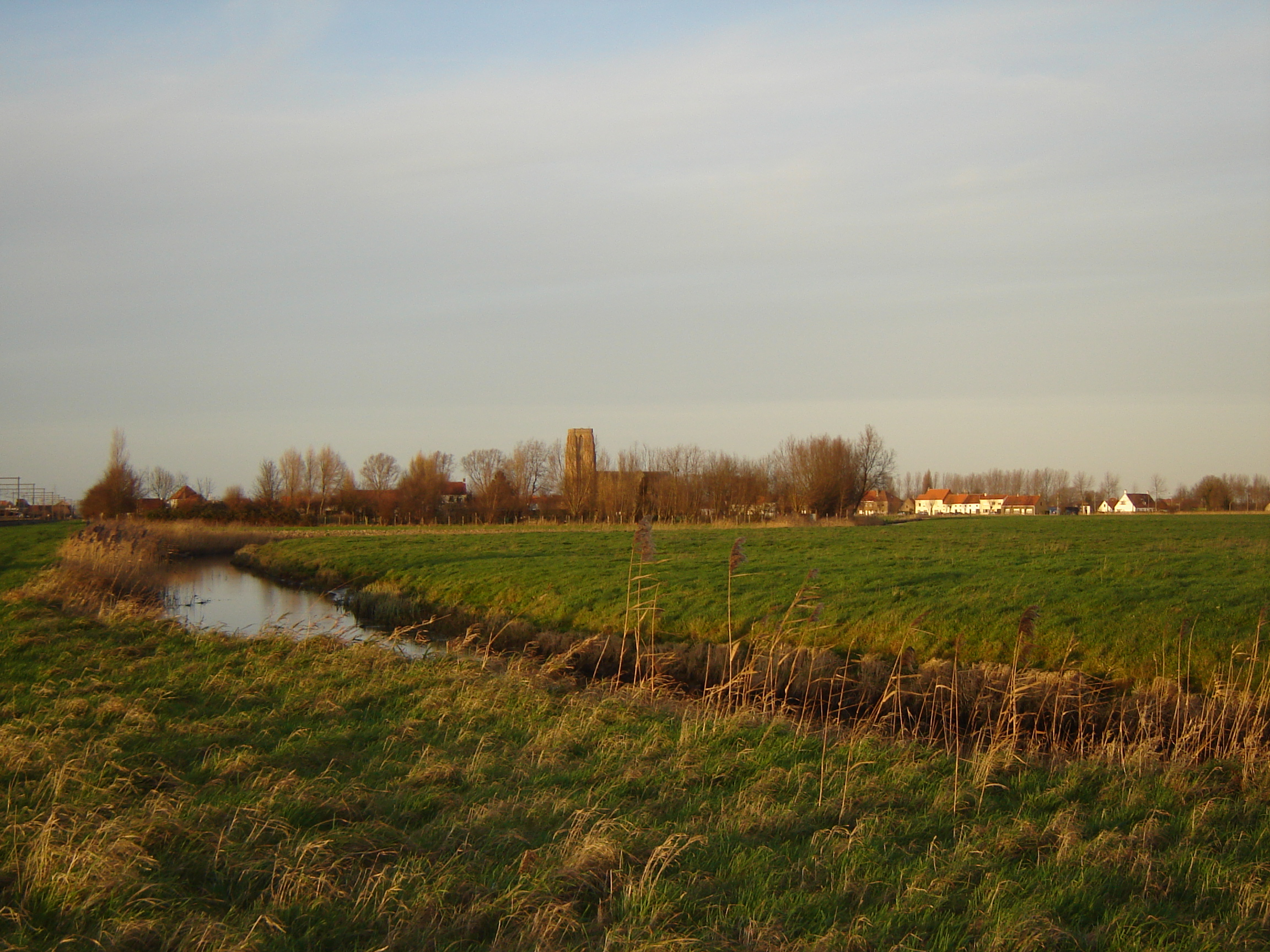
Lisseweegs Vaartje en Lissewege
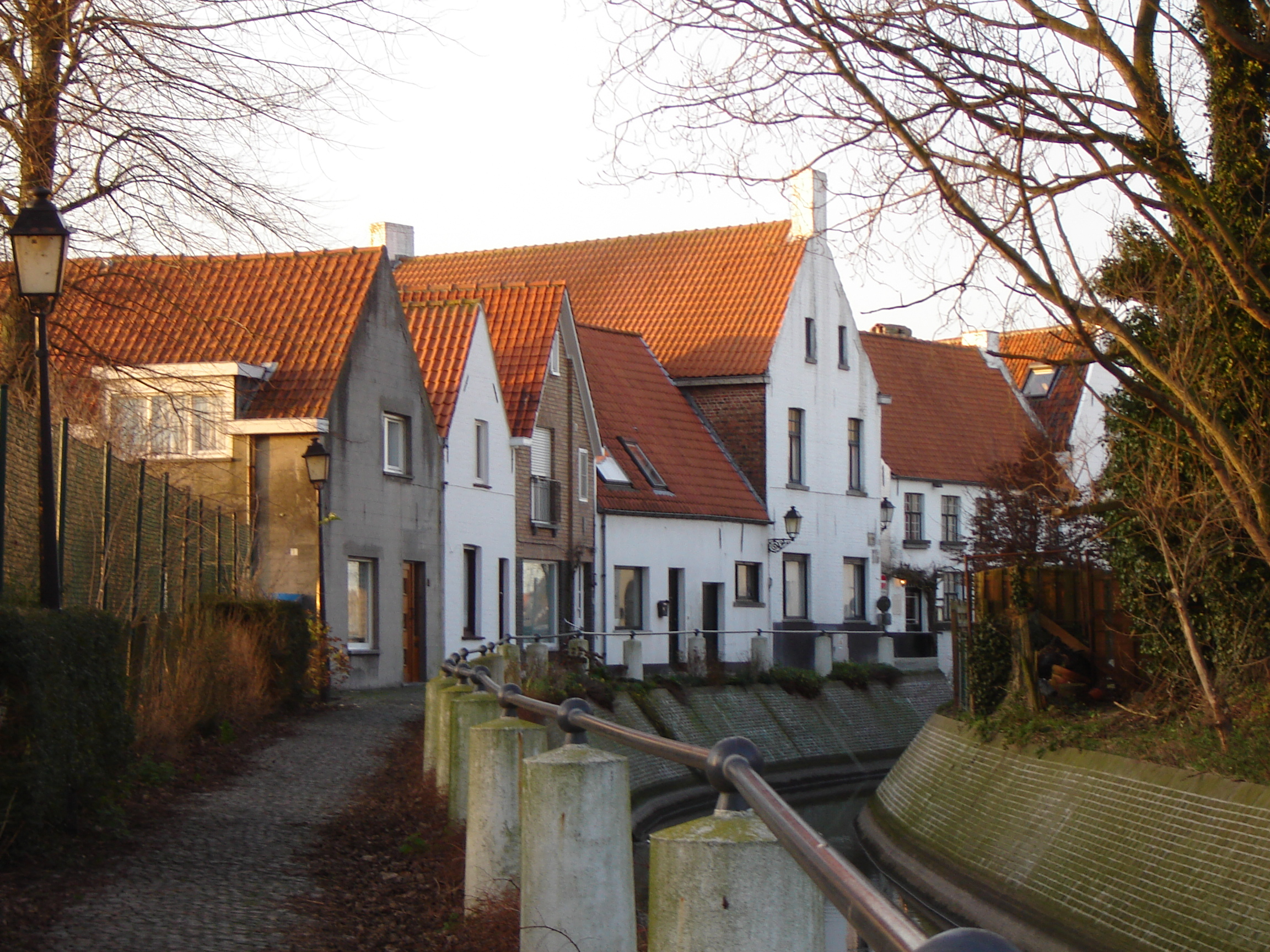
Lisseweegs Vaartje in dorpscentrum
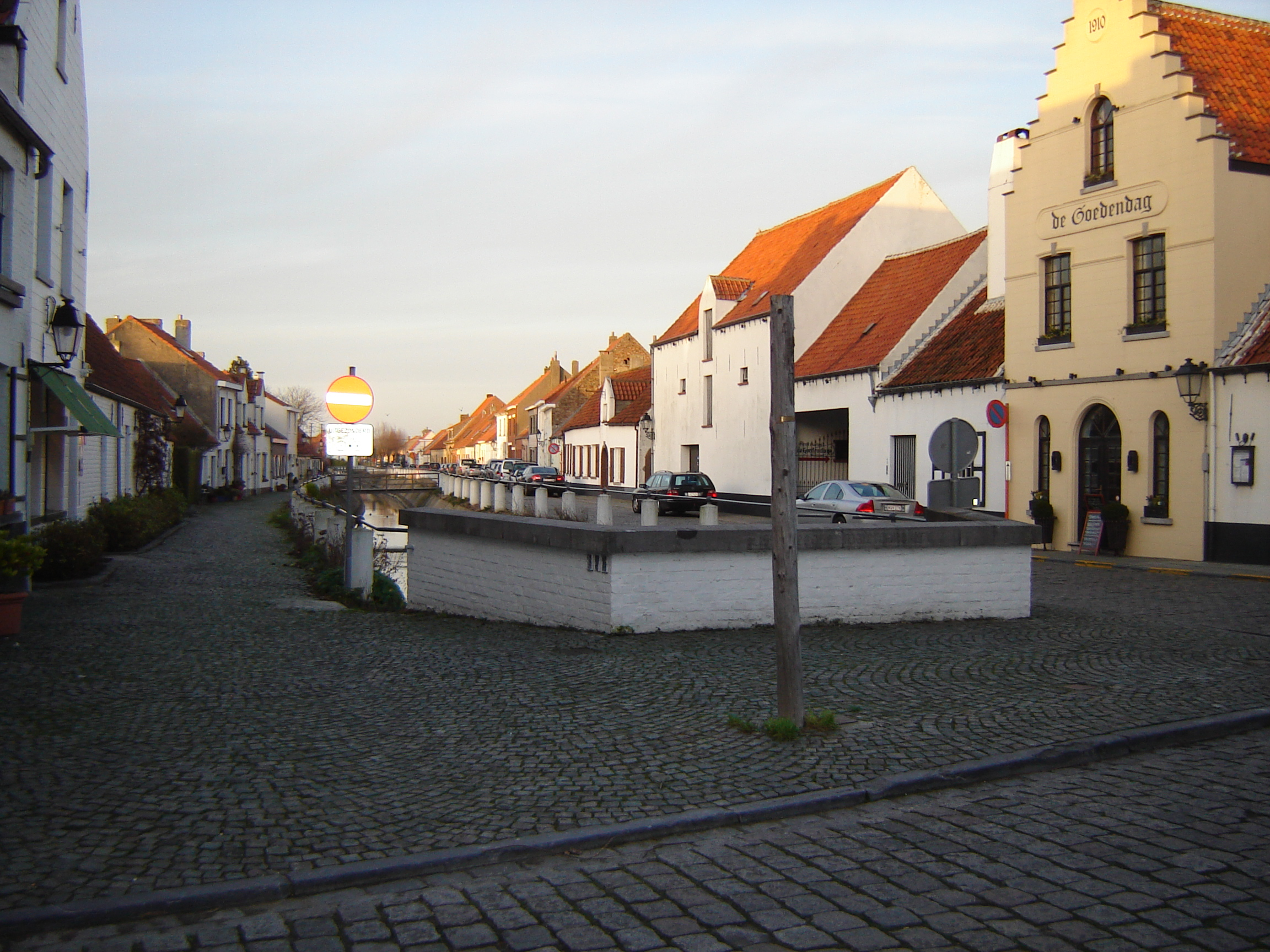
Lisseweegs Vaartje en gelijknamige straat

Straten en pleinen in Brugge met een artikel op Wikipedia: